# Tom Fool
Tom Fool, född 31 mars 1949, död 20 augusti 1976, var ett engelskt fullblod, mest känd för att ha utsetts till American Horse of the Year 1953. Han valdes in i National Museum of Racing and Hall of Fame 1960, och blev far till bland annat Buckpasser och Tim Tam.

## Bakgrund
Tom Fool var en brun hingst efter Menow och under Gaga (efter Bull Dog). Tom Fool föddes upp av Duval A. Headley och ägdes av Greentree Stables. Han tränades under tävlingskarriären av John M. Gaver, Sr..
Tom Fool tävlade mellan 1951 och 1953, och sprang totalt in 570 165 dollar på 30 starter, varav 21 segrar, 7 andraplatser och 1 tredjeplats. Han tog karriärens största segrar i Belmont Futurity Stakes (1951), Grand Union Hotel Stakes (1951), East View Stakes (1951), Jerome Handicap (1952), Grey Lag Handicap (1952), Empire City Handicap (1952), Sysonby Handicap (1952, 1953), Wilson Stakes (1952, 1953), Metropolitan Handicap (1953), Suburban Handicap (1953), Brooklyn Handicap (1953), Whitney Handicap (1953), Carter Handicap (1953) och Pimlico Special (1953).

## Karriär
Tom Fool tränades av John M. Gaver, Sr. och reds av Ted Atkinson. Under sin tvååringssäsong tog han fem segrar och två andraplatser på sju starter, för vilket han utsågs till U.S. Champion 2-Yr-Old Colt 1951.
Efter att han slutade tvåa i Wood Memorial Stakes vid 3 års ålder upptäckte hästens veterinär att han hade tävlat med hög feber. Sjukdomen tvingade Tom Fool att vila i mer än två månader, och han missade Triple Crown-löpen. Även om treåringssäsongen 1952 blev svår vann han sex av sina tretton starter.
1953 hade den fyraårige Tom Fool tillfrisknat, och var obesegrad i tio lopp. Han vann på distanser från 5½ furlongs till 1¼ miles och blev den andra hästen att lyckas med att segra i New Yorks Handicap Triple Crown: Metropolitan, Suburban och Brooklyn Handicaps. Tom Fool segrade även i Whitney Stakes, och i Pimlico Special segrade han med åtta längder. I omröstningar för American Horse of the Year 1953 toppade Tom Fool omröstningarna av Thoroughbred Racing Association (34 av möjliga 37 röster) och Triangle Publications (30 av 31).

### Som avelshingst
Efter tävlingskarriären syndikerades Tom Fool för 1 750 000 dollar, och stallades upp som avelshingst för en avelsavgift på 5 000 dollar. Han blev far till segrare av över 650 lopp i Nordamerika och England, med över 30 stakesvinnare, bland andra:
- Buckpasser - American Horse of the Year 1966, invald i National Museum of Racing and Hall of Fame
- Silly Season (USA), Ledande tvååring i England 1964. Far till Lunchtime som blev en bra avelshingst i Australien
- Tim Tam - segrade i Kentucky Derby och Preakness Stakes. Invald i National Museum of Racing and Hall of Fame
- Tompion - Segrade i flera stakeslöp, bland annat Santa Anita Derby, Blue Grass Stakes och Travers Stakes 1960[2]

Tom Fools blodslinje återfinns i 2015 års Triple Crown-vinnare, American Pharoah, som är både sjätte och sjunde generationens ättling.

## Hedersbetygelser
Tom Fool valdes in i National Museum of Racing and Hall of Fame 1960. I facktidningen The Blood-Horses rankning av de 100 bästa amerikanska fullblodshästarna under 1900-talet rankades han på plats nummer 11. Tom Fool Handicap, som rids på Belmont Park, är namngett till hans ära.
Tom Fool drog sig tillbaka från aveltjänstgöring 1972 och dog den 20 augusti 1976.